# Theresa Villiers
Theresa Anne Villiers (udtales Villers; født 5. marts 1968 i London) er en britisk politiker og medlem af Det Konservative Parti og medlem af den aristokratiske Villiers-familie.
Hun har været parlamentsmedlem for Chipping Barnet-kredsen siden 2005. Hun var minister for Nordirland fra 2012 til 2016..